# Протопопівська сільська рада (Олександрійський район)
| Протопопівська сільська рада — колишній орган місцевого самоврядування у Олександрійському районі Кіровоградської області з адміністративним центром у с. Протопопівка. Сільській раді підпорядковані населені пункти: - с. Протопопівка - с. Березівка - с. Діброви - с. Ягідне |

## Склад ради
Рада складається з 20 депутатів та голови.

### Керівний склад ради
| ПІБ                              | Основні відомості                                                 | Дата обрання | Дата звільнення |
| -------------------------------- | ----------------------------------------------------------------- | ------------ | --------------- |
| Дубенко Тетяна Олександрівна     | Сільський голова, 1957 року народження, освіта, позапартійна      | 26.03.2006   | 31.10.2010      |
| Рябоконь Володимир Володимирович | Сільський голова, 1962 року народження, освіта вища, безпартійний | 31.10.2010   | 31.03.2015      |

Примітка: таблиця складена за даними джерела

## Населення
Згідно з переписом УРСР 1989 року чисельність наявного населення сільської ради становила 3126 осіб, з яких 1407 чоловіків та 1719 жінок.
За переписом населення України 2001 року в сільській раді мешкало 3235 осіб.

### Мова
Розподіл населення за рідною мовою за даними перепису 2001 року:
| Мова       | Відсоток |
| ---------- | -------- |
| українська | 92,10 %  |
| російська  | 5,90 %   |
| вірменська | 0,65 %   |
| молдовська | 0,37 %   |
| білоруська | 0,25 %   |
| болгарська | 0,03 %   |
| інші       | 0,70 %   |